# Bonduelle (IMOCA)
Pour les articles homonymes, voir Bonduelle (homonymie).
Bonduelle 2 est un voilier monocoque de course au large appartenant à la classe des 60 pieds IMOCA. Mis à l'eau le 9 mars 2004, il est le sister-ship de Sill. 
Il est skippé jusqu'en 2009 par Jean Le Cam avant d'être abandonné à la suite d'un chavirage durant le Vendée Globe 2008-2009.

## Historique
Mis à l'eau le 9 mars 2004 à Cherbourg sous les couleurs de Bonduelle, il est baptisé le 8 mai à Calais par Jacqueline Tabarly.

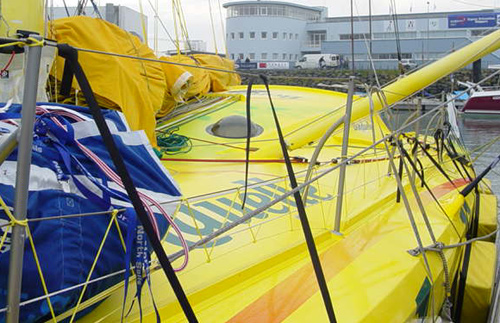
Bonduelle au départ du Vendée Globe 2004

Pour sa première course, le monocoque remporte les 1000 miles de Calais entre les mains de Jean Le Cam et de son équipage.
Quelques mois après sa mise à l'eau, Jean Le Cam participe avec son nouveau voilier au Vendée Globe, après avoir mené longtemps la course, il arrive à la deuxième place aux Sables-d'Olonnes avec seulement 7 heures de retard sur Vincent Riou à bord de PRB.
Le 26 mai 2005, alors que Jean Le Cam et son équipage participent à la Calais Round Britain Race, le monocoque démâte et pousse l'équipage à l'abandon.
Pour sa dernière course sous les couleurs de Bonduelle, Jean Le Cam participe aux côtés de Kito de Pavant à la Transat Jacques Vabre, il arriveront à Salvador de Bahia à la 3e position.
Fin 2006, Bonduelle annonce son retrait du monde de la voile, le monocoque prend alors les couleurs de VM Matériaux,.
Après une 2e place sur la Route du Rhum, et une 4e sur la Transat Jacques Vabre, Jean Le Cam se lance de nouveau à l'assaut du Vendée Globe; le 9 janvier 2009, alors qu'il se trouve à la 3e position, le monocoque chavire, le skipper sera évacué sain et sauf, mais le voilier sera abandonné à environ 200 miles du Cap Horn,.
Quelques mois plus tard, un morceau du monocoque sera retrouvé au large des Îles Sandwich. 

## Palmarès

### Bonduelle (2004-2006)
- 2004 :
  - 1er des 1000 miles de Calais
  - 2e du Vendée Globe
- 2005 :
  - 3e de la Transat Jacques Vabre

### VM Matériaux (depuis 2006)
- 2006 :
  - 1er du Grand Prix Petit Navire
  - 2e de la Route du Rhum
- 2007 : 
  - 1er du défi Petit Navire
  - 3e de la Calais Round Britain Race
  - 4e de la Transat Jacques Vabre